# Hebe amplexicaulis
Hebe amplexicaulis é uma espécie de planta do gênero Hebe.